# Union Recklinghausen
Union Recklinghausen (offiziell: 1. Recklinghäuser Sportverein Union e. V.) war ein Sportverein aus Recklinghausen. Die erste Fußballmannschaft spielte zwei Jahre in der damals erstklassigen Gauliga Westfalen.

## Geschichte
Der Verein wurde im Jahre 1905 gegründet und stieg 1922 in die höchste Spielklasse auf. Durch eine 2:3-Niederlage im Entscheidungsspiel gegen Westfalia Scherlebeck verpasste Union das Endspiel um die Westfalenmeisterschaft gegen Arminia Bielefeld. In den folgenden Jahren konnte die Mannschaft nicht mehr an diesen Erfolg anknüpfen und stieg 1927 mit 0:28 Punkten als Tabellenletzter wieder ab. Der direkte Wiederaufstieg wurde nach einer 2:4-Entscheidungsspielniederlage gegen den BV 09 Hamm verpasst. Erst 1930 kehrte die Union in die Erstklassigkeit zurück und wurde 1932 Vizemeister der Weststaffel der Bezirksliga Westfalen hinter der SpVgg Herten. Ein Jahr später verpasste die Mannschaft die Qualifikation zur neu geschaffenen Gauliga Westfalen.
1934 wurden die Unioner Bezirksklassenmeister und setzten sich in der Aufstiegsrunde zur Gauliga gemeinsam mit Westfalia Herne durch. Dabei profitierten die Recklinghäuser vom besseren Torquotienten gegenüber dem VfB 03 Bielefeld. In der Saison 1934/35 gelang der Mannschaft ein 1:0-Sieg über den Serienmeister FC Schalke 04 und schaffte als Achter knapp den Klassenerhalt. Ein Jahr später jedoch stieg Union als abgeschlagener Tabellenletzter wieder ab und blieb bis Kriegsende unterklassig.
Im Jahre 1945 wurden die Unioner in die Bezirksklasse Recklinghausen eingruppiert und wurden zwei Jahre später Vizemeister hinter dem Lokalrivalen SuS 13. 1950 wurde Union dann Meister und stieg in die 2. Landesliga Westfalen auf, wo die Mannschaft auf Anhieb Vizemeister hinter dem BV Buer 07 wurde. Nach der Auflösung der Liga wurde Union 1952 in die damals drittklassige Landesliga Westfalen übernommen. Hier erreichten die Unioner 1953 und 1955 jeweils den dritten Platz, verpassten 1956 aber die neu geschaffene Verbandsliga Westfalen.
Es folgten noch einige Jahre im Mittelfeld der Landesliga, ehe 1960 der Abstieg in die Bezirksklasse erfolgte. Zwei Jahre später folgte gar der Abstieg in die Kreisklasse. Im Jahre 1972 fusionierte die Union schließlich mit Preußen Hochlarmark und Wacker Recklinghausen zu Eintracht Recklinghausen. Die Eintracht wiederum fusionierte 1981 mit dem SC Recklinghausen zum 1. FC Recklinghausen, der 1996 aus finanziellen Gründen aufgelöst wurde. Als Nachfolgeverein wurde der FC 96 Recklinghausen gegründet.

## Persönlichkeiten
- Helmut Domagalla
- Leo Konopczynski
- Winfried Micke, Spieler der UEFA-Juniorenturniere 1955 und 1956